# بيسايا الغربية
بيسايا الغربية  هي منطقة في الفلبين، تقع في بيسايا، بلغ عدد سكانها 4,477,247  نسمة وذلك حسب إحصائيات سنة 2015، عاصمتها مدينة إيلويلو، تبلغ مساحتها 12,828.97 كيلومتر مربع، و20,794.18 كيلومتر مربع.

## التقسيمات الإدارية
- ولاية أكلان[10]
- آنتيك[10]
- كابيز[10]
- غيماراس[10]
- إلويلو[10]
- نيغروس أوتشيدنتال
- باكولود
- مدينة إيلويلو.